# Alpha and Omega (album)
Alpha and Omega è il terzo album in studio da solista del rapper statunitense Bizzy Bone, pubblicato nel 2004.

## Tracce
1. No Intro
2. Not Afraid
3. Died 4 U (feat. Big B)
4. Murdah (feat. Prince Rasu, King Josiah & Capo)
5. Capo [Capo]
6. Tha Streets (feat. Capo & Prince Rasu)
7. My Niggaz (feat. Hollis Jae)
8. Thug World
9. I Understand (feat. Big B)
10. We Play
11. All In Together (feat. Hollis Jae)
12. Everywhere I Go (feat. Big B)
13. Sit Back Relax (feat. Hollis Jae)
14. Better Run, Better Hide